# MEKO 360
MEKO-360 es una clase de fragatas construida en Alemania Occidental; cuatro para la Armada Argentina: Almirante Brown, La Argentina, Heroína y Sarandí; y uno para la marina de guerra de Nigeria: Aradu.
El modelo 360, que hace referencia a un desplazamiento de 3.600 toneladas, fue el primero de la familia MEKO construida por Blohm + Voss.

## Desarrollo
En la década de 1970 la Armada Argentina proyectó la necesidad de reemplazar sus fragatas clase Fletcher, Gearing y Allen M. Summer de la Segunda Guerra Mundial que tenían sus cascos y motores gastados. Para ello se autorizó la construcción de estos buques, bajo el Plan Nacional de Construcciones Navales del Comando General de la Armada, aprobado por el decreto n.º 956 «S» del 28 de marzo de 1974 con el objetivo de que estas nuevas unidades reemplazasen los viejos y obsoletos destructores. El decreto mencionado se complementó con el n.º 285 «S» del 29 de enero de 1979 que aprobó la contratación celebrada con la firma Blohm + Voss. Las cuatro unidades construidas entraron en servicio entre 1983 y 1984 conformando primero la 2.ª División de Destructores.
La Armada Argentina firmó un contrato con la Blohm and Voss el 11 de diciembre de 1978.

## Diseño
Fueron diseñados y construidos de acuerdo con un sistema de módulos, que permite cambios tecnológicos en armas y sistemas, sin afectar la operatividad del buque. Este diseño es el origen de la denominación MEKO, de allí que a los buques se los denomine MEKO 360; el número se debe al desplazamiento estándar de 3600 toneladas.
Aunque el fabricante los considera fragatas,[cita requerida] los MEKO 360 son clasificados como destructores.
Las misiones de los destructores clase MEKO-360 comprenden la vigilancia marítima de la zona económica exclusiva (control del mar); el ataque a blancos de superficie trashorizonte (guiado por helicóptero Fennec) con los Exocet MM 40; el ataque a blancos submarinos con los torpedos A-244; la defensa aérea de punto con los misiles Aspide y los cañones Breda Bofors de 40 mm y el ataque a blancos costeros o de superficie con el cañón OTO Melara de 127 mm.

## Variantes
- MEKO 360H1. Versión para Nigeria.
- MEKO 360H2. Versión para Argentina, también denominada clase Almirante Brown.

## Servicio operativo

### Argentina
Desde que fueron incorporados a la 2.ª División de Destructores (actual División de Destructores) participan activamente en ejercitaciones (llamadas Etapas de Mar) con el resto de los buques de la Flota de Mar, el Comando Naval Anfibio y Logístico, la División de Patrullado Marítimo, la Fuerza de Submarinos y la Aviación Naval. También han tomado parte en numerosas operaciones navales con unidades de otros países, en ejercicio Pre-Unitas, UNITAS, Gringo-Gaucho, Atlasur, Passex, Gosth, y Fraterno.
En 2009 el Reino Unido retuvo un componente de la propulsión del destructor ARA Heroína y desde entonces la nave permanece fuera de servicio.

## Clase
| Nombre          | Número | Constructor  | Iniciado  | Botado    | Asignado  | Destino           |
| --------------- | ------ | ------------ | --------- | --------- | --------- | ----------------- |
| Almirante Brown | D-10   | Blohm + Voss | 1980      | 1981      | 1983      | En servicio       |
| La Argentina    | D-11   | Blohm + Voss | 1980      | 1981      | 1983      | En servicio       |
| Heroína         | D-12   | Blohm + Voss | 1981      | 1982      | 1983      | Irradiado en 2024 |
| Sarandí         | D-13   | Blohm + Voss | 1982      | 1982      | 1984      | En servicio       |
| Rivadavia       | D-14   | Blohm + Voss | Cancelado | Cancelado | Cancelado | Cancelado         |
| Moreno          | D-15   | Blohm + Voss | Cancelado | Cancelado | Cancelado | Cancelado         |

| Nombre | Número | Constructor  | Iniciado | Botado | Asignado | Destino     |
| ------ | ------ | ------------ | -------- | ------ | -------- | ----------- |
| Aradu  | F89    | Blohm + Voss | 1978     | 1980   | 1982     | En servicio |